# Mindhunters
Mindhunters (Alternativtitel: Jede Sekunde zählt – Mindhunters) ist ein Psycho-Thriller von Renny Harlin aus dem Jahr 2004. Er ähnelt thematisch dem Roman Und dann gabs keines mehr von Agatha Christie.

## Handlung
Die FBI-Agenten J. D. Reston und Sara Moore observieren ein verfallenes Haus im Wald. Als sie einen Schrei hören, dringen sie in das Haus ein und finden im Keller zwei tote Mädchen. Der vermeintliche Täter sitzt ebenfalls tot neben ihnen. Als Sara die Situation als „unter Kontrolle“ bezeichnet, wird sie von einem weiteren Täter niedergestochen und als Schutz vor ihrem Kollegen benutzt. Reston schafft es, den Täter auszuschalten, wird jedoch selber tödlich verwundet.
Dann wird die Szene aufgeklärt und die Zuschauer erfahren, dass die ganze Aktion nur eine Übung war. Die beiden FBI-Agenten gehören zu einem Team, dessen Mitglieder zu Profilern ausgebildet werden. Ausbilder Harris kritisiert Reston und Sara, weil sie bei der Übung kläglich versagt haben, aber sie erhalten noch eine Chance: Zusammen mit den Kollegen Bobby Whitman, Vince Sherman, Rafe Perry, Lucas Harper und Nicole Willis von der FBI-Akademie in Quantico (Virginia) werden sie auf die unbewohnte Oniega Island, einen Stützpunkt der US Navy Seals, gebracht.
Dort sollen sie ihre Abschlussprüfung absolvieren – und zwar absolut fehlerfrei. Beobachtet werden sie dabei von dem kurzfristig berufenen Detective Gabe Jensen der Mordkommission Philadelphia sowie zahlreichen Kameras, die über die ganze Insel verteilt sind. Bei ihrer Übung müssen sie einen Serienmörder jagen, der unter dem Decknamen Der Puppenspieler auftritt. Sie sollen den Täter möglichst schnell ohne Waffengewalt stellen.
Sie machen sich also gemeinsam auf die Suche nach Hinweisen und werden schnell fündig. An einer toten Katze ist eine Uhr befestigt, die auf 10 Uhr eingestellt ist. In einem anderen Laden finden sie eine massakrierte Puppenleiche. Als es dann tatsächlich 10 Uhr ist, gibt es einen dramatischen Vorfall. Ein Radio löst eine Kettenreaktion aus, die eine Heliumflasche umfallen lässt. Dabei wird einer Stickstoffflasche das Ventil abgeschlagen. Durch das austretende Gas wird Reston innerhalb weniger Sekunden tiefgefroren. Nach diesem Schock sind sie plötzlich unsicher, ob es sich wirklich nur um eine Übung oder doch um einen realen Mordfall handelt.
Zusätzliche Brisanz erhält die Angelegenheit, als die Agenten merken, dass sie auf der Insel isoliert sind. Es gibt keinen Funkkontakt und das einzige verfügbare Boot ist explodiert, kurz bevor sie es betreten wollten. Damit ist klar: Der Mörder muss einer von ihnen sein. Die verbliebenen Profiler verdächtigen Gabe Jensen, der in der Gruppe als Außenseiter gilt, da er ohne jegliche Vorwarnung ihrer Prüfung hinzugeteilt wurde.
Als sie eine weitere Uhr finden, die auf 12 Uhr eingestellt ist, glauben sie ein Muster zu erkennen. Zu der jeweils angegebenen Zeit soll einer von ihnen sterben. Aber zur Mittagszeit scheint zunächst nichts zu passieren, aber nachdem sie ihren Kaffee getrunken haben, werden sie alle bewusstlos. Bobby, der als Erster wieder zu sich kommt, fesselt den verdächtigen Detective. Aber dann entdecken sie die zweite Leiche, es ist Rafe. Ihm wurde der komplette Kopf abgetrennt und wieder auf den Hals gesetzt, aber er ist komplett ausgeblutet worden. Mit dem Blut hat der Täter seltsame Zahlenreihen auf eine Wand geschrieben.
Nach und nach werden alle Agenten bis auf Lucas, Gabe und Sara getötet. Die drei trennen sich mit dem Hinweis, dass der Mörder der ist, der als Letzter noch steht.
Während der anschließenden Auseinandersetzung schießt Gabe Lucas nieder und schlägt Sara solange gegen einen Tisch, bis sie bewusstlos ist. Als Lucas, der eine schusssichere Weste trägt, wieder auftaucht, kommt es zu einem erneuten Kampf mit Gabe, in dessen Verlauf beide auf eine Treppe fallen und bewusstlos liegen bleiben. Gabe erwacht als Erster, wird aber von Sara, die inzwischen wieder bei Bewusstsein ist, mit einem Feuerlöscher niedergeschlagen. Sara kümmert sich um Lucas und erklärt ihm dabei, dass sie nun beweisen kann, dass Gabe der echte Mörder ist: Sie hatte nach dem Tod von Vince die Uhr im Hauptraum zurückgestellt, die Zeiger jedoch mit einem fluoreszierenden Pulver eingestäubt. Als der Mörder die Uhr wieder vorgestellt hatte (um im Zeitplan zu bleiben), kamen seine Finger mit dem Pulver in Kontakt, können also unter Schwarzlicht identifiziert werden. An Gabes Händen ist aber nichts zu sehen, aber Lucas’ Hände leuchten im Licht. Sara versucht vor Lucas zu fliehen, wird von ihm jedoch in einem Übungsbecken fast ertränkt.
Im finalen Kampf fallen beide in das Becken, sie richten über Wasser ihre Pistolen aufeinander und warten, bis der andere auftaucht. Sara schafft es, ihre Ängste vor dem Wasser zu bezwingen (ihre Schwester wurde ertränkt, von diesem Tag an war sie nicht mehr im Wasser), und länger als Lucas unter Wasser zu bleiben. Lucas taucht auf und Sara schießt ihm durch den Hals. Der Film endet damit, dass Sara und Gabe, der nicht so schwer verletzt wurde, mit einem FBI-Hubschrauber von der Insel geflogen werden.

## Trivia
Die Außenaufnahmen fanden auf dem Gelände und vor dem Gebäude der ehemaligen Sendeanlage Radio Kootwijk in der niederländischen Gemeinde Barneveld statt.

## Kritiken
- „Wer allerdings Das Schweigen der Lämmer oder Sieben gesehen hat, weiß, dass ein wirklich brillanter Serienkiller-Thriller einen Großteil seiner Faszination durch das detaillierte Psychogramm seines Bösewichts gewinnt. Und das fehlt hier einfach. Was vermeintlich der letzte Sargnagel für die Karriere der meisten Beteiligten hätte werden können, wandelt sich insgesamt trotzdem zu einem zumindest superb unterhaltenden Kino-Spaß, der den Zuschauer gekonnt an der Nase herumführt. Mindhunters kann man deshalb nicht wirklich böse sein, weil er sich über seine Schwächen ganz genau im Klaren ist und sie immerhin sehr elegant zu kaschieren versucht. Und wer sich auf diese Ablenkungsmanöver einlässt, kriegt immerhin einen unerwartet clever ausgeführten Film serviert.“ F. M. Helme, filmszene.de[3]

- „Der konstruierte Thriller versucht erfolglos, mit den Erwartungen des Zuschauers zu spielen, und neutralisiert sich in seiner Wirkung durch die zwanghafte Suche nach immer neuen überraschenden Wendungen.“ Lexikon des internationalen Films[4]

## Auszeichnungen
- 2005 wurde LL Cool J für einen Teen Choice Award nominiert.